# 伊藤達雄
伊藤 達雄（いとう たつお、1942年（昭和17年） - ）は、日本の医学者。専門は整形外科学。特に脊椎脊髄外科学、リウマチ整形外科。東京女子医科大学八千代医療センター初代院長・名誉院長。東京女子医科大学名誉教授。医学博士。

## 人物・経歴
1961年（昭和36年）、静岡県立静岡高等学校卒業。1967年（昭和42年）、千葉大学医学部卒業。1968年（昭和43年）、千葉大学医学部整形外科教室入局。1977年（昭和52年）、千葉大学医学部整形外科助手。1978年（昭和53年）、米国南イリノイ大学整形外科留学clinical fellow。1979年（昭和54年）、富山医科薬科大学整形外科講師、1985年（昭和60年）、同助教授。1989年（平成元年）、高岡市民病院医療局長。1991年（平成3年）2月より東京女子医科大学整形外科主任教授。2006年（平成18年）10月より八千代医療センター病院長を兼任。2007年（平成19年）4月より東京女子医科大学整形外科客員教授。第40回東日本臨床整形外科学会・第37回関東整形災害外科学会・第33回日本脊椎脊髄病学会などの学会長、日本整形外科学会・日本脊椎脊髄病学会などの学会役員を歴任。医学博士。

## 著書・編著
- 『腰痛を治す生活読本 : 名医の図解』 主婦と生活社 2007.7
- 『整形外科術前・術後のマネジメント』 松井宣夫, 平澤泰介 監修 ; 伊藤 達雄, 大塚隆信, 久保俊一 編 医学書院 2005.5
- 『リスクマネジメント脊椎手術』 伊藤 達雄, 米延策雄, 戸山芳昭 編 南江堂 2005.10
- 『腰痛、肩こり、手足のしびれ : 「背骨」がかかわる症状の診断・治療ガイドブック』	伊藤 達雄, 戸山芳昭 総監修 日本放送出版協会 2004.7
- 『整形外科専門医を目指すケース・メソッド・アプローチ4 脊椎疾患 第2版』 伊藤 達雄 編 日本医事新報社 2003.5
- 『これだけは知っておきたい肩・腰・ひざの痛み : 別冊NHKきょうの健康』 伊藤 達雄 総監修 日本放送出版協会 2002.6
- 『上位頸椎の臨床』 片岡治, 戸谷重雄 監修 ; 冨永積生, 伊藤 達雄 編 南江堂 2000.4
- 『整形外科術前・術後のマネジメント』 松井宣夫, 平澤泰介, 伊藤 達雄 編 医学書院 1998.2
- 『脊椎疾患』編著 日本医事新報社 1998.4